# Corunca

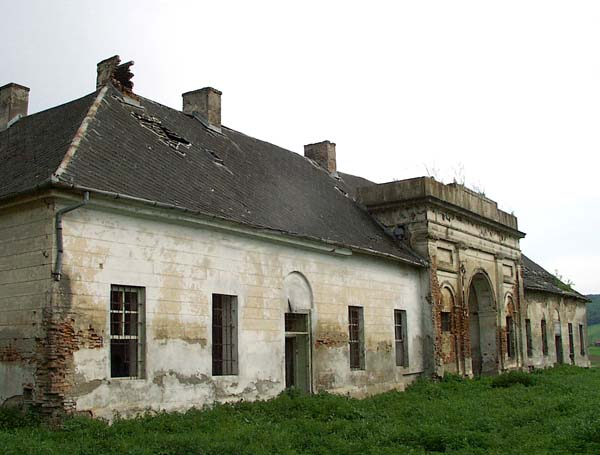
Ruïnes van het Toldalagikasteel

Corunca (Hongaars: Koronka) is een comună in het district Mureș, Roemenië. Het ligt in Szeklerland, een etno-culturele regio in Oost-Transsylvanië.

## Dorpen in de comună
Corunca werd een afzonderlijke comună nadat de dorpen zich afsplitsten van Livezeni in 2004. Corunca is opgebouwd uit twee dorpen, namelijk Bozeni en Corunca.

## Geschiedenis
Het gebied rondom Corunca werd zelfs al bewoond in de prehistorie. Aan de rand van het dorp werden archeologische vondsten gedaan uit zowel de prehistorie als de tijd van de Romeinen. De naam van het hedendaagse dorp werd voor het eerst vermeld als Korunka. In de buurt van het dorp lagen nog 2 andere dorpen, namelijk Sárvári en Kisernye. Sárvári werd volledig vernietigd in de 16e eeuw en Kisernye werd in 1661 vernietigd door Ottomaans-Turkse troepen.

## Geografie

### 18e-19e eeuw
Het dorp maakte historisch gezien deel uit van Szeklerland in Transsylvanië en maakte deel uit van het Marosszék Comitaat in de middeleeuwen. In het midden van de jaren 1780, als deel van de Jozefijnse administratieve hervorming, werd Marosszék geïntegreerd in het district Küküllő, maar dit werd ongedaan gemaakt in 1790. Na de onderdrukking tijdens de Hongaarse Revolutie van 1848 werd het dorp deel van de militaire onderdivisie Székelykál van de Marosvásárhely-divisie in het militair district Udvarhely. Tussen 1861 en 1876 werd het vroegere Marosszék opnieuw in gebruik genomen. Als een gevolg van de administratieve hervorming van 1876 werd het dorp een deel van het Maros-Torda Comitaat van Koninkrijk Hongarije. 

### 20e-21e eeuw
Na het Verdrag van Trianon uit 1920 werd het een deel van Roemenië en maakte het deel uit van het district Mureş-Turda in de periode tussen beide Wereldoorlogen. In 1940 werd Noord-Transsylvanië aan Hongarije gegeven na de Tweede Scheidsrechterlijke Uitspraak van Wenen, en zo werd het dorp opnieuw deel van het comitaat Maros-Torda, en dit tot in 1944. Na de bezetting door de Sovjet-Unie kreeg Roemenië opnieuw de administratie en in 1947 werd het terug officieel een deel van Roemenië. Tussen 1952 en 1960 maakte het deel uit van de Hongaarse Autonome Provincie, van 1960 tot 1968 tot de Mureş-Hongaarse Autonome Provincie en toen werden de grenzen van de comună vastgelegd zoals ze vandaag zijn. In 1968 werd het een deel van het district Mureş en werd het een deel van de comună Livezeni. In 2004 splitste het zich af van Livezeni en werd het zelf terug een aparte comună zoals in de periode 1960-1968.

## Demografie
- In 1910 telde Corunca 1.162 inwoners waarvan 963 (82,9%) Hongaren, 103 (8,9%) Roemenen en 91 (7,8%) Roma.
- In 1930 telde Corunca 1.291 inwoners waarvan 1.107 (85,8%) Hongaren, 164 (12,7%) Roemenen en 17 (1,3%) Roma.
- In 2002 telde Corunca 1.743 inwoners waarvan 1.663 (89,0%) Hongaren, 142 (8,2%) Roemenen en 34 (2,0%) Roma.
- In 2011 telde Corunca 2.785 inwoners waarvan 1.804 (64,8%) Hongaren, 814 (29,2%) Roemenen en 87 (3,1%) Roma.

Corunca groeit met name door de suburbanisatie vanuit het nabijgelegen Târgu Mureș. De Hongaren (Szeklers) raken hierdoor de laatste jaren hun sterke meerderheid in het dorp stukje bij beetje kwijt aan binnenkomende Roemenen uit de stad.